# Grand erg de Bilma

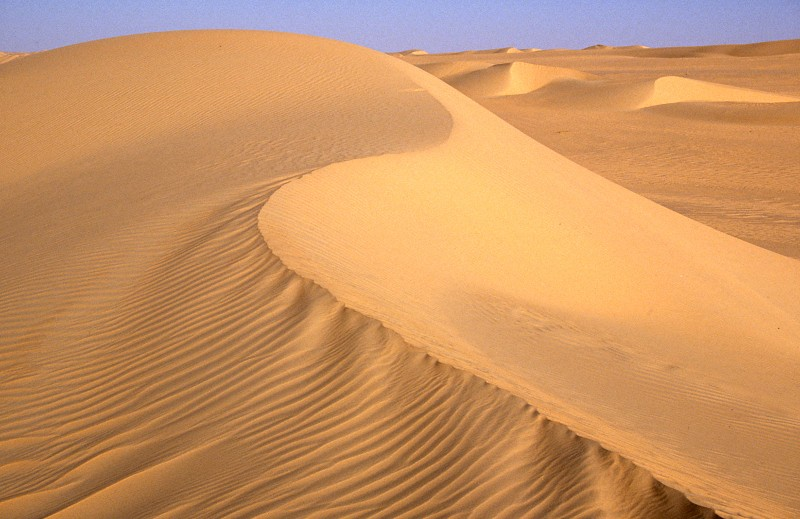
Dunes du Grand erg de Bilma

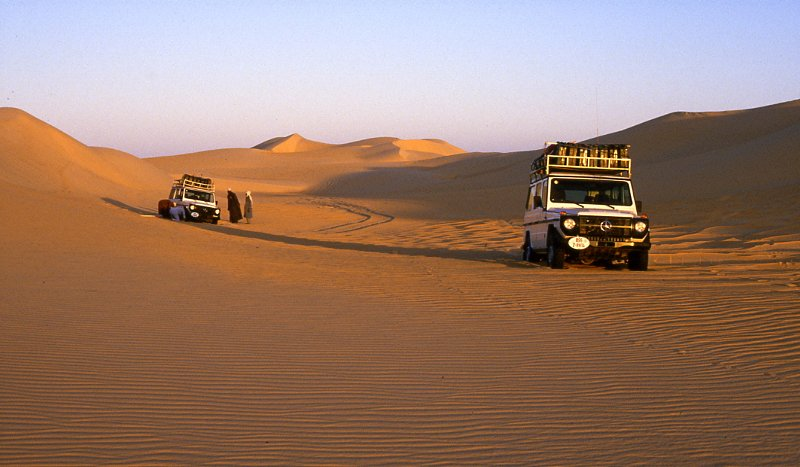
Tourisme dans le Grand erg de Bilma.

Le Grand erg de Bilma est une mer de dunes (Erg) situé dans le désert du Ténéré au sud du Sahara.  
Le Grand erg de Bilma s'étend de Fachi, à l'est du massif de l'Aïr dans la partie centrale du nord Niger, à la ville de Bilma, proche de la frontière avec le Tchad. Il entoure sur trois côtés l'oasis de Bilma, l'oasis le plus au sud d'une série d'oasis situés du nord au sud de la falaise de Kaouar.

## Histoire
Les routes caravanières menant de l'ancien empire Bornou au Fezzan devaient traverser les dunes de l'erg au sud de Bilma, ces dernières étant de dernier obstacle majeur avant de rejoindre le Sahel. Si ces flux disparaissent pratiquement après 1820, de nouvelles routes commerciales traversant le Grand erg de Bilma apparaissent, reliant notamment la région du lac Tchad et le massif de Termit dans une moindre mesure.

### Sources et bibliographie
- (en) Samuel Decalo, Historical Dictionary of Niger, Londres et New Jersey, Scarecrow Press, 1979, 358 p. (ISBN 0-8108-1229-0).